# Csót
Csót là một thị trấn thuộc hạt Veszprém, Hungary. Thị trấn này có diện tích 20,02 km², dân số năm 2010 là 1039 người, mật độ 52 người/km².